# Munkáspárt (Hollandia)
A Munkáspárt (hollandul Partij van de Arbeid, rövidítve PvdA) 1946-ban alapított szociáldemokrata párt Hollandiában. Hagyományosan az egyik legerősebb holland párt, amely három alkalommal volt kormányon az elmúlt hét évtizedben. 
A PvdA 2015. november 5. és 2017. október 26. között koalícióban kormányzott a Néppárt a Szabadságért és Demokráciáért párttal, (ld. második Rutte-kormány) ekkor helyét a 66-os Demokraták, és a Keresztény Unió vette át. Habár ekkor kiesett a koalícióból, azóta a párt népszerűsége ismét növekedni kezdett, a 2019-es holland Európai Parlamenti választásokon a szavazatok 19%-ával a legerősebb párt lett.

## Története

### 1946–1965

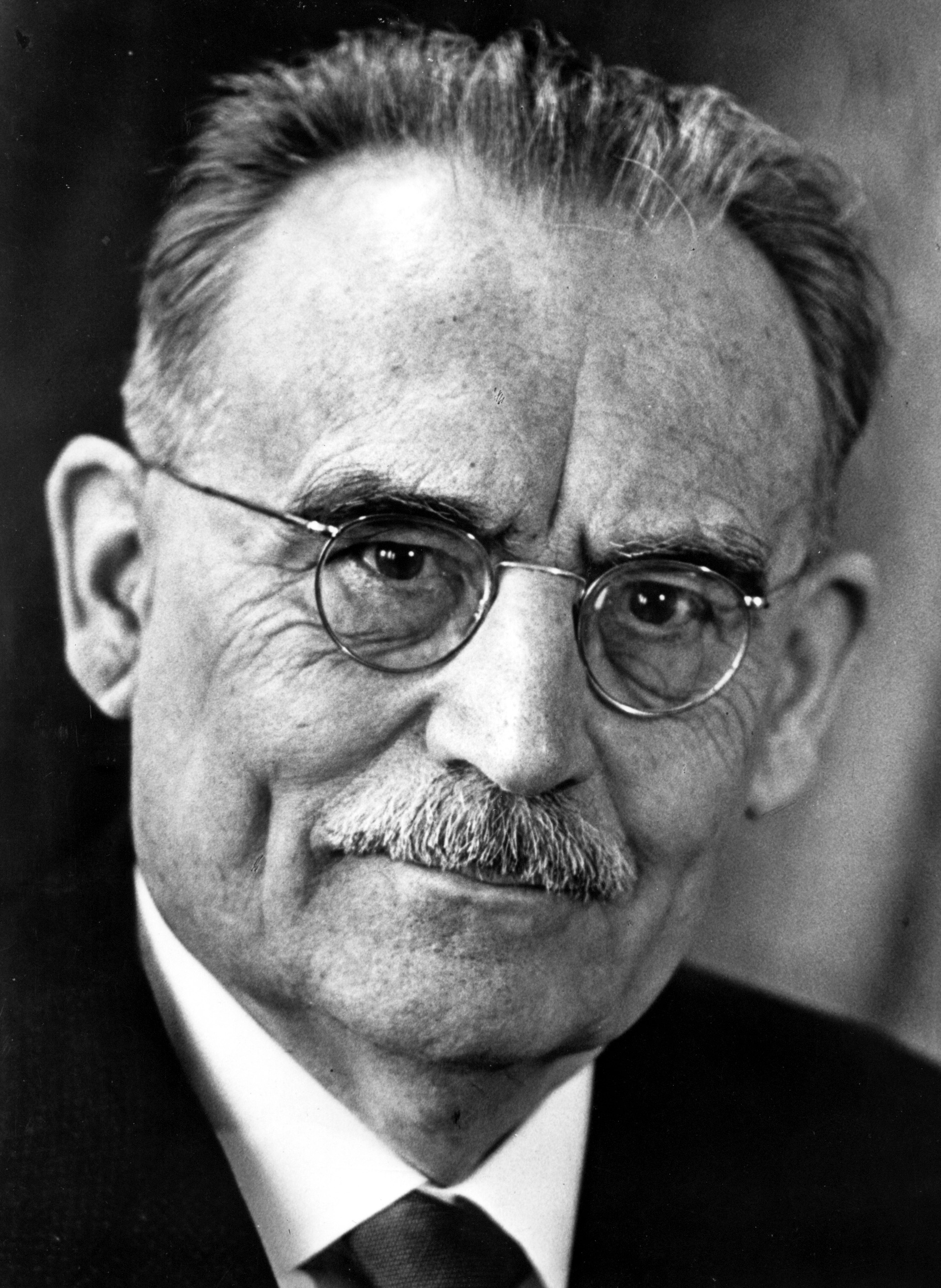
Willem Drees, alapító tag, 1948-1958 között miniszterelnök

A második világháborúban a németek megszállták Hollandiát. A német hatóságok túszként internálták a demokratikus ideológiák hollandiai követőit, a túlélők a háború után 1945-ben megalapították a Holland Népi Mozgalmat (NVB), ami csupán egy politikai szervezet volt, nem párt. Egyetértettek abban, hogy a holland politikai élet háború előtti széttöredezettségét nem szabad visszahozni. Az új mozgalom segítségével jött létre 1946. február 9-én a Munkáspárt, három másik tömörülés egyesülésével: a szociáldemokrata Holland Szociáldemokrata Munkáspárt (SDAP), a szociálliberális Szabadelvű Demokratikus Liga (VDB) és a progresszív-protestáns Kereszténydemokrata Unió (CDU) volt ez a három párt. A PvdA alapítói széles körű pártot akartak létrehozni, mely egyesítette a szocialistákat a liberális demokratákkal és a haladó keresztényekkel. 1948-ban néhány liberálisabb nézeteket valló tag, köztük a VDB korábbi vezetője, Pieter Oud elhagyta a PvdA-t, miután megállapították, hogy a Munkáspárt nem illik az ő ideológiájukhoz. Oud vezetésével ők megalapították a jobboldali konzervatív liberális Néppárt a Szabadságért és Demokráciáért (VVD) pártot.
1946 és 1958 között a PvdA koalíciós kormányokat vezetett, melyeknek tagja volt a Katolikus Néppárt (KVP) a Forradalomellenes Párt (ARP) és a Keresztény Történelmi Unió (CHU). A miniszterelnök a munkáspárti Willem Drees volt, aki ezalatt a 10 év alatt vezette a szociáldemokratákat. Vezetése alatt Hollandia felépült a háború utáni káoszból, megkezdte jóléti államának felépítését és Indonézia függetlenné vált.
Az 1958-as kormányválság után a PvdA-t a VVD váltotta fel. A PvdA egészen 1965-ig ellenzékben politizált. A PvdA támogatása csökkenni kezdett.

### 1965–1989

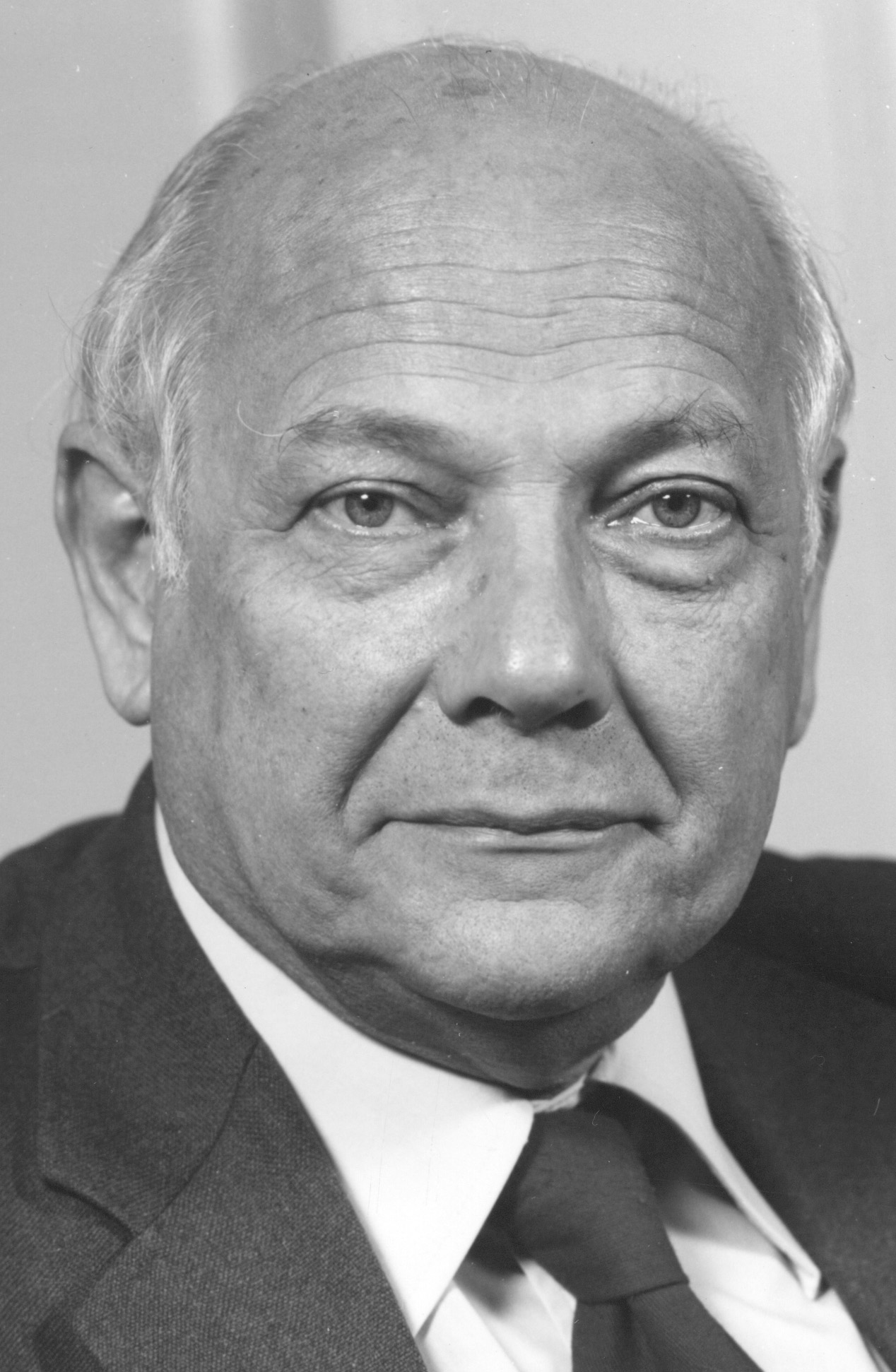
Joop den Uyl, miniszterelnök 1974-1977 között

1965-ben a KVP-ARP-CHU-VVD koalícióban kialakult konfliktus lehetetlenné tette a kormány folytatását. A három vallásos, keresztény befolyással rendelkező párt a Munkáspárt felé fordult. Tervük az volt, hogy a Munkáspárt támogassa a KVP miniszterelnök-jelöltjét, Jo Cals-t. Így is lett, de ez a kabinet is rövid életű volt, a koalíció nem működött. Eközben egy fiatalabb generáció megpróbálta megszerezni az irányítást a PvdA felett. Egy fiatal PvdA-tagokból álló csoport, akik Új Baloldalnak hívják magukat, megváltoztatták a pártot. Az Új Baloldal úgy vélte, hogy a pártnak az új társadalmi mozgalmakra kell orientálódnia, elfogadva az új stratégiáikat és kérdéseiket, például a nők felszabadítását, a környezetvédelmet és a harmadik világ fejlődését. A kiemelkedő új baloldal tagjai: Jan Nagel, André van der Louw és Bram Peper. Ennek hatására az idősebb tagok létrehozták az Új Jobboldalt, kiszorítva a fiatalokat a Munkáspártból. 1971-ben a PvdA tagja lett az első Biesheuvel-kormánynak, a Forradalomellenes Párt (ARP) és a 70'-es Szociáldemokraták (DS'70) mellett. A miniszterelnök az ARP-s Barend Biesheuvel lett.
Az 1972-es választásokon sem a PvdA és szövetségesei, sem a KVP és szövetségesei nem tudtak többséget szerezni. A két fél arra kényszerült, hogy együtt dolgozzon. Mivel a Munkáspárt lett az első a szavazatok 27.34%-ával, ők adták az új miniszterelnököt, Joop den Uyl-t. A kabinet megkísérelte radikálisan megreformálni a kormányt, a társadalmat és a gazdaságot, és hivatali ideje alatt számos progresszív társadalmi reformot hajtottak végre, ilyen például a jóléti kifizetések jelentős emelése, az ellátások és a minimálbér indexálása a megélhetési költségekhez.
Ugyanakkor szembe kellett nézniük a gazdasági hanyatlással. Különösen kritikus volt Joop den Uyl és Dries van Agt katolikus vezető viszonya. Az 1977-es választáson a KVP nyert, így Dries van Agt lett a miniszterelnök. 1980-ban a három nagy vallásos párt egyesülésével létrejött a Kereszténydemokrata Tömörülés (CDA), a Munkáspárt ellenzékbe került. 1981-től a CDA ismét a Munkáspárttal és a VVD-vel kormányzott. 1986-ban a PvdA ismét ellenzékbe került, ekkor den Uyl lemondott a párt elnökségéről, utódja Wim Kok lett.

### 1989–2010

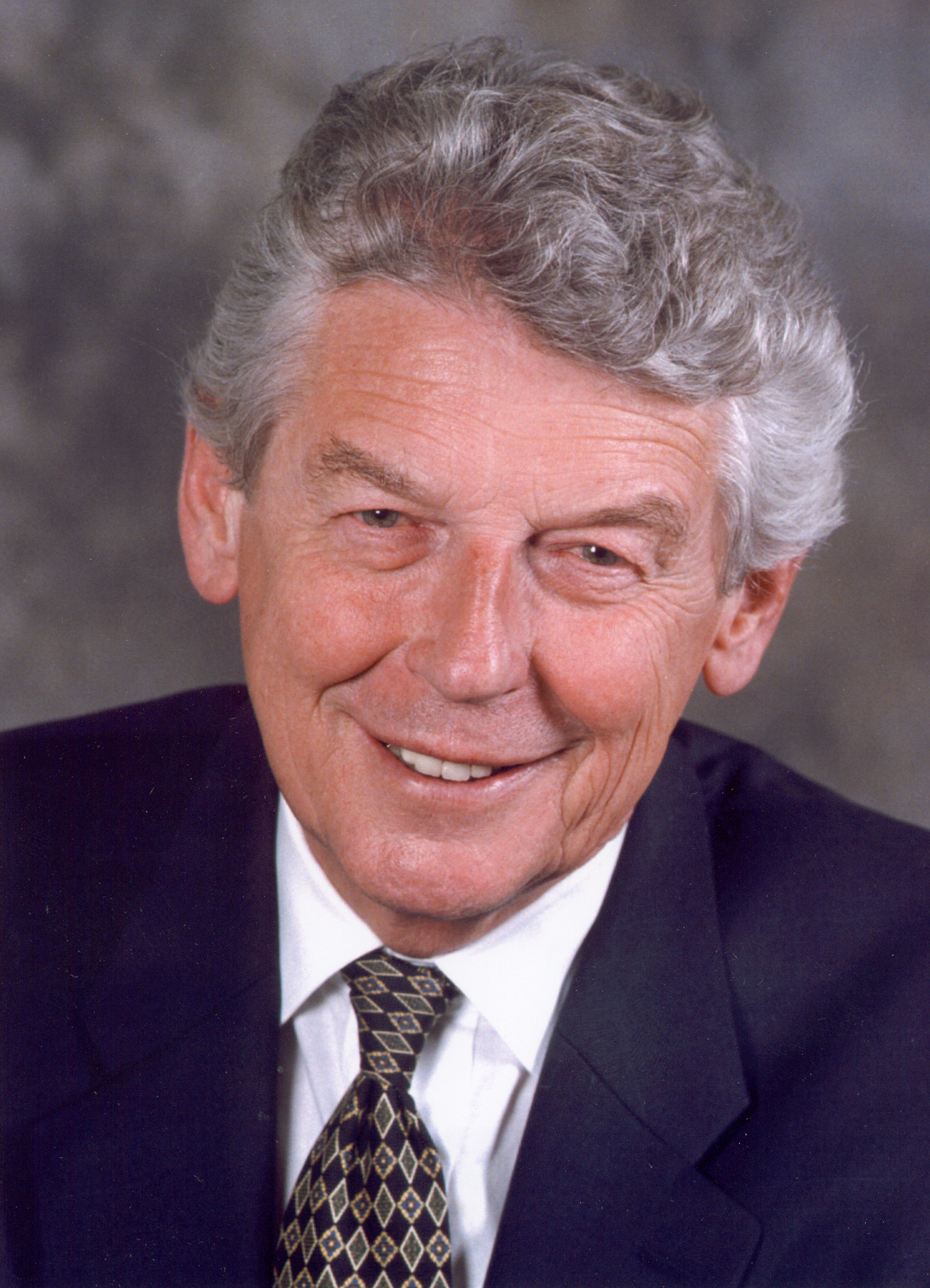
Wim Kok, miniszterelnök 1994-1992 között

Az 1989-es általános választások után a PvdA visszatért a kabinetbe, a CDA-val együtt. Kok lett a miniszterelnök, a kereszténydemokrata Ruud Lubbers helyettese. A Munkáspárt elfogadta Lubbers korábbi kormányában végrehajtott fő gazdasági reformokat, ideértve az állami vállalatok privatizációját és a jóléti állam reformját. Folytatták tehát ezeket a politikákat ebben a kormányban is. Az 1994-es általános választásokon a PvdA és a CDA koalíció elvesztette többségét a parlamentben. A PvdA azonban a legnagyobb párt lett, Wim Kok alakíthatott tehát kormányt a VVD-vel, és a szociálliberális 66-os Demokratákkal. (D66). Az első Kok-kormány folytatta a Lubbers-kori gazdasági reformokat, de ezt az etikai kérdések fokozatos kilátásaival és a politikai reform ígéretével kombinálta. Kok nagyon népszerű miniszterelnök lett; nem volt pártalak, de a sikeres technokrata politikát egyesítette egy nemzeti vezető karizmájával. Az 1998. évi általános választásokon a kabinet  nagyon sikeres volt. A PvdA és a VVD növelte helyeit, a D66 veszített; megalakult a második Kok-kormány.
Eleinte úgy tűnt, hogy a Munkáspárt nyeri majd a 2002-es választásokat is, de Wim Kok nem sokkal korábban bejelentette: lemond a párt elnökségéről, és nyugdíjba vonul. A PvdA a közkedvelt Kok nélkül gyengének bizonyult. A választás előtt megjelent egy új párt is: a jobboldali populista Pim Fortuyn Listája (LPF) amelyet Pim Fortuyn alapított. Az LPF a közvélemény-kutatásokat mind vezette, de kilenc nappal a választások előtt Fortuyn-t meggyilkolták. A vezetőjét vesztett LPF így is a második lett, de a voksolás győztese a CDA lett, a miniszterelnök pedig Jan Peter Balkenende. Az így létrejött kormánykoalíció nagyon hamar szétesett, az LPF a második választáson megbukott, és nemsokára meg is szűnt. A CDA kormányon maradt.
2002-től 2010-ig Wouter Bos volt a Munkáspárt elnöke.

### 2010–

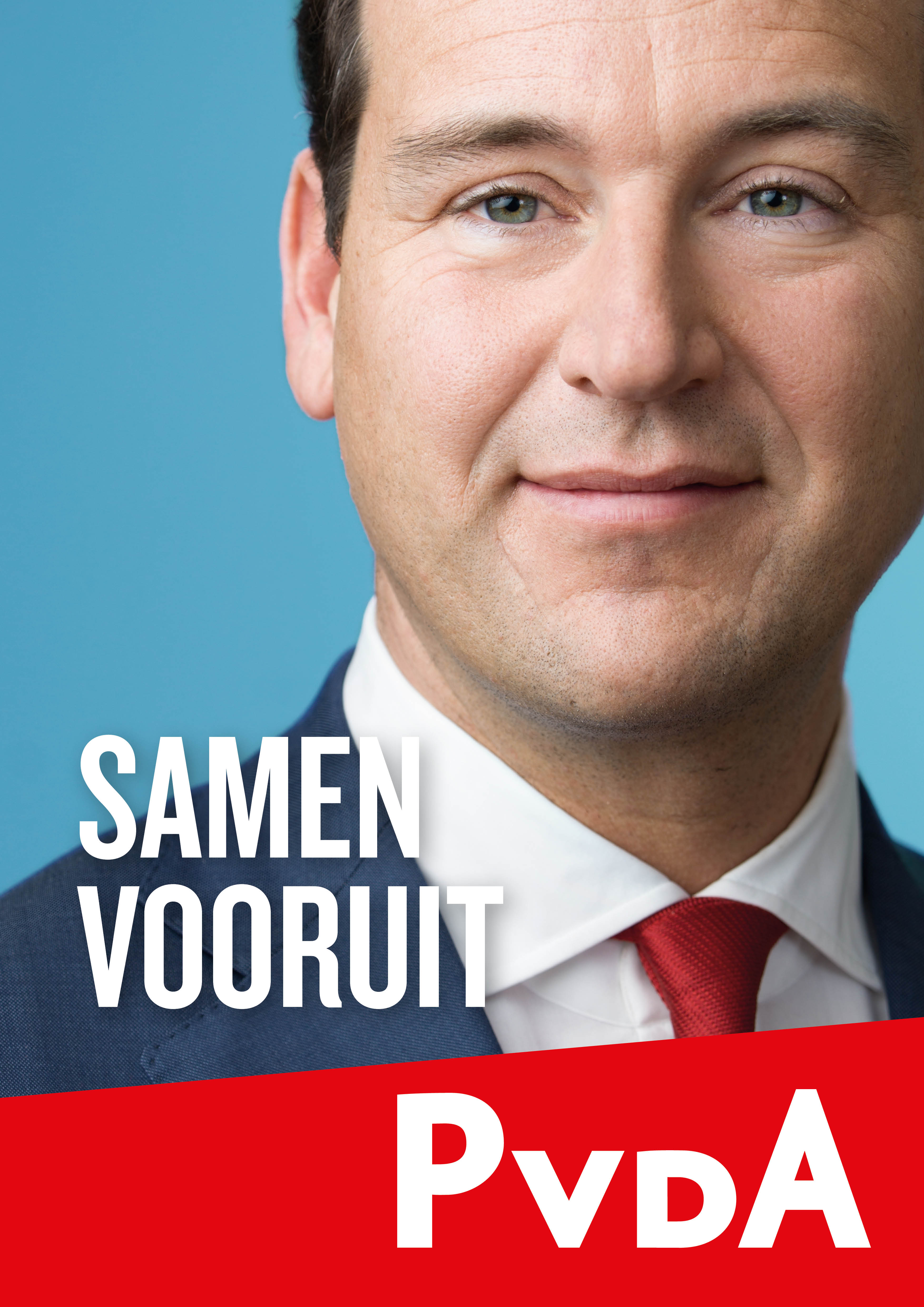
A PvdA 2017-es választási kampányplakátja.

A 2010-es választáson a szavazatok 19.63%-át szerezte meg. A korábbi CDA-s szavazók ekkor tömegesen szavaztak át a VVD-re, így az lett az első, a miniszterelnök pedig Mark Rutte. A párt új vezetője az akkori amszterdami főpolgármester, Job Cohen lett. Cohen 2012 februárjában lemondott pozíciójáról. A 2012-es általános választásokon a Munkáspárt 38 helyet nyert, ebből 8 újat, tehát megcáfolta azokat a közvélemény-kutatásokat, amik azt jósolták, hogy a Szocialista Párt (SP) legyőzi majd őket. A második Rutte-kormányban a munkáspárti Lodewijk Asscher lett a miniszterelnök-helyettes, akit 2016-ban a párt elnökévé választottak.
A PvdA népszerűsége lassan visszaesett, és a 2017-es általános választáson a Munkáspárt nagyot bukott: mindössze kilenc helyet nyert a Képviselőházban, kiesett a koalícióból, helyét a D66 és a Keresztény Unió (CU) vette át. 
A párt népszerűsége azonban nem sokkal később ismét emelkedni kezdett, és ez sokak szerint annak köszönhető, hogy a PvdA a bevándorlási szabályok szigorítása mellett állt ki. A 2019-es hollandiai Európai Parlamenti választásokat a Munkáspárt nyerte meg a szavazatok 19%-ával, első európai parlamenti képviselőjük Frans Timmermans lett, aki az Európai Bizottság alelnöke is egyben.

## Ideológiája
A PvdA hagyományos szociáldemokrata szellemiségű pártként működött, támogatta a jóléti állam létrehozását. Az 1970-es években a párt szót emelt a nők jogairól, környezetvédelemről és a harmadik világ országainak fejlesztéséről. 1990-es években mérsékeltebb politikát folytatva a jóléti állam reformját, állami cégek privatizálását szorgalmazta. 2005-ben a párt balközép szellemiségűvé vált, fontosnak tartották, hogy több pénzt fektessenek a  közoktatásba, egészségügybe és a közbiztonságba.

## Választói
A párt hagyományosan a munkásosztály körében volt népszerű. Korábban sok török és marokkói bevándorló is szavazott a pártra, de 2016 óta ők a Denk pártra szavaztak át. A szavazói ma a jövedelemcsoportok között egyenlően oszlanak meg: a szavazóinak 33%-a alacsony, 35%-a átlagos és 32%-uk magas jövedelemmel rendelkezik.
A fő szavazók ma a (főleg EU-s) bevándorlók, köztisztviselők és az idős dolgozók. Földrajzilag a párt Amszterdamban és Rotterdamban népszerű, emellett Groningen, Frízföld és Drenthe tartományok a fellegvárai a pártnak.

## Választási eredményei

### Staten-Generaal(parlament)
| Év   | Képviselőház                              | Képviselőház | Képviselőház | Képviselőház | Státusz         |
| Év   | Szavazatok                                | %            | Mandátumok   | +/–          | Státusz         |
| ---- | ----------------------------------------- | ------------ | ------------ | ------------ | --------------- |
| 1977 | 2,813,793                                 | 33.83 (#1)   | 53 / 150     | 10           | ellenzék        |
| 1981 | 2,458,452                                 | 28.29 (#2)   | 44 / 150     | 9            | ellenzék        |
| 1982 | 2,503,517                                 | 30.4 (#1)    | 47 / 150     | 3            | ellenzék        |
| 1986 | 3,051,678                                 | 33.3 (#2)    | 52 / 150     | 5            | ellenzék        |
| 1989 | 2,835,251                                 | 31.9 (#2)    | 49 / 150     | 3            | kormánykoalíció |
| 1994 | 2,153,135                                 | 24.0 (#1)    | 37 / 150     | 12           | kormánykoalíció |
| 1998 | 2,494,555                                 | 29.0 (#1)    | 45 / 150     | 8            | kormánykoalíció |
| 2002 | 1,436,023                                 | 15.1 (#4)    | 23 / 150     | 22           | ellenzék        |
| 2003 | 2,631,363                                 | 27.2 (#2)    | 42 / 150     | 19           | ellenzék        |
| 2006 | 2,085,077                                 | 21.2 (#2)    | 33 / 150     | 9            | kormánykoalíció |
| 2010 | 1,848,805                                 | 19.6 (#2)    | 30 / 150     | 3            | ellenzék        |
| 2012 | 2,340,750                                 | 24.8 (#2)    | 38 / 150     | 8            | kormánykoalíció |
| 2017 | 599,699                                   | 5.7 (#7)     | 9 / 150      | 29           | ellenzék        |
| 2021 | 595,799                                   | 5.7 (#6)     | 9 / 150      | 0            | ellenzék        |
| 2023 | 1,643,073 (A Baloldali Zöldekkel közösen) | 15.8 (#2)    | 12 / 150     | 3            | ellenzék        |

### Európai Parlament
| Év   | Szavazatok | %          | Mandátumok | +/– |
| ---- | ---------- | ---------- | ---------- | --- |
| 1979 | 1,722,240  | 30.4 (#2)  | 9 / 25     |     |
| 1984 | 1,785,165  | 33.7 (#1)  | 9 / 25     | 0   |
| 1989 | 1,609,408  | 30.7 (#2)  | 8 / 25     | 1   |
| 1994 | 945,843    | 22.9 (#2)  | 8 / 31     | 0   |
| 1999 | 712,929    | 20.1 (#2)  | 6 / 31     | 2   |
| 2004 | 1,124,549  | 23.6 (#2)  | 7 / 27     | 1   |
| 2009 | 548,691    | 12.1 (#3)  | 3 / 25     | 4   |
| 2014 | 444,388    | 9.4 (#6)   | 3 / 26     | 0   |
| 2019 | 1,045,274  | 19.0 (#1)  | 6 / 26     | 3   |
| 2024 | 1,314,428  | 21.09 (#1) | 4 / 31     | 2   |

## Pártelnökök
| Partelnök                      | Hivatali ideje            |
| ------------------------------ | ------------------------- |
| Koos Vorrink (1891–1955)       | 1946 – 1955               |
| Hein Vos (1903–1972)           | 1953 – 1955               |
| Evert Vermeer (1910–1960)      | 1955 – 1960               |
| Hein Vos (1903–1972)           | 1960 – 1961               |
| Ko Suurhoff (1905–1967)        | 1961 – 1965               |
| Sjeng Tans (1912–1993)         | 1965 – 1969               |
| Anne Vondeling (1916–1979)     | 1969 – 1971               |
| André van der Louw (1933–2005) | 1971 – 1974               |
| Ien van den Heuve l(1927–2010) | 1974 – 1979               |
| Max van den Berg (1946)        | 1979 – 1986               |
| Stan Poppe (1924–2000)         | 1986 – 1987               |
| Marjanne Sint (1949)           | 1987 – 1991               |
| Frits Castricum (1947–2011)    | 1991 – 1992               |
| Felix Rottenberg (1957)        | 1992 – 1997 (társelnökök) |
| Ruud Vreeman (1947)            | 1992 – 1997 (társelnökök) |
| Karin Adelmund (1949–2005)     | 1997 – 1998               |
| Ruud Vreeman (1947)            | 1998 – 1999               |
| Marijke van Hees (1961)        | 1999 – 2000               |
| Mariëtte Hamer (1958)          | 2000 – 2001               |
| Ruud Koole (1953)              | 2001 – 2005               |
| Michiel van Hulten (1969)      | 2005 – 2007               |
| Ruud Koole (1953)              | 2007 – 2007               |
| Lilianne Ploumen (1962)        | 2007 – 2012               |
| Hans Spekman (1966)            | 2012 – 2017               |
| Nelleke Vedelaar (1977)        | 2017 – 2021               |
| Esther-Mirjam Sent (1967)      | 2021 –                    |

## Pártvezetők
- Willem Drees 1946–1958
- Jaap Burger 1958–1962
- Anne Vondeling 1962–1966
- Joop den Uyl 1966–1986
- Wim Kok 1986–2001
- Ad Melkert 2001–2002
- Wouter Bos 2002–2010
- Job Cohen 2010–2012
- Diederik Samsom 2012–2016
- Lodewijk Asscher 2016–2021
- Lilianne Ploumen 2021–2022
- Attje Kuiken 2022–2023

## Fordítás
- Ez a szócikk részben vagy egészben  a   Labour Party (Netherlands) című angol Wikipédia-szócikk ezen változatának fordításán alapul.  Az eredeti cikk szerkesztőit annak laptörténete sorolja fel. Ez a jelzés csupán a megfogalmazás eredetét és a szerzői jogokat jelzi, nem szolgál a cikkben szereplő információk forrásmegjelöléseként.